# Kamil Zieliński
Kamil Zieliński (Ostrowiec Świętokrzyski, Voivodat de Santa Creu, 3 de març de 1988) és un ciclista polonès, professional des del 2009. Actualment corre a l'equip Domin Sport.
El seu germà Piotr també fou ciclista professional.

## Palmarès
- 2006
  - Vencedor d'una etapa del Tour de la regió de Łódź
- 2009
  - 1r al Memorial Józef Grundmann
- 2011
  - Vencedor d'una etapa del Bałtyk-Karkonosze Tour
- 2014
  - 1r a la Cursa de Solidarność i els Atletes Olímpics i vencedor d'una etapa
  - Vencedor de 2 etapes del Bałtyk-Karkonosze Tour
- 2015
  - Vencedor d'una etapa del Bałtyk-Karkonosze Tour
  - Vencedor d'una etapa del Podlasie Tour
- 2017
  - 1r al Visegrad 4 Bicycle Race-GP Kerékpárverseny
  - 1r a l'East Bohemia Tour i vencedor d'una etapa
  - 1r al Visegrad 4 Bicycle Race-GP Polski
  - Vencedor d'una etapa de la Szlakiem walk Major Hubal
  - Vencedor d'una etapa de la Małopolski Wyścig Górski
  - Vencedor d'una etapa de la Cursa de Solidarność i els Atletes Olímpics
- 2018
  - Vencedor d'una etapa de la Szlakiem walk Major Hubal